# Drucat
 Drucat  es una población y comuna francesa, en la región de Picardía, departamento de Somme, en el distrito de Abbeville y cantón de Abbeville-Nord.

## Demografía
| 503 | 504 | 733 | 841 | 890 | 861 |
| Para los censos de 1962 a 1999 la población legal corresponde a la población sin duplicidades (Fuente: INSEE [Consultar]) |     |     |     |     |     |

## Personas relacionadas
- Jean-François Lesueur, compositor.